# Dick Pegg
Ernest „Dick” Pegg (ur. 1878, zm. 11 czerwca 1916) – angielski piłkarz, który występował na pozycji napastnika.
Pegg grał w Loughborough Town, Kettering Town, Reading i Preston North End, skąd w czerwcu 1902 przeszedł do Newton Heath, w którym rozegrał 41 meczów w lidze i strzelił 13 bramek. Ponadto wystąpił w siedmiu meczach o Puchar Anglii.